# Liste der Kantone im Département Var
Das Département Var liegt in der Region Provence-Alpes-Côte d’Azur in Frankreich. Es untergliedert sich in drei Arrondissements mit 23 Kantonen (französisch cantons).

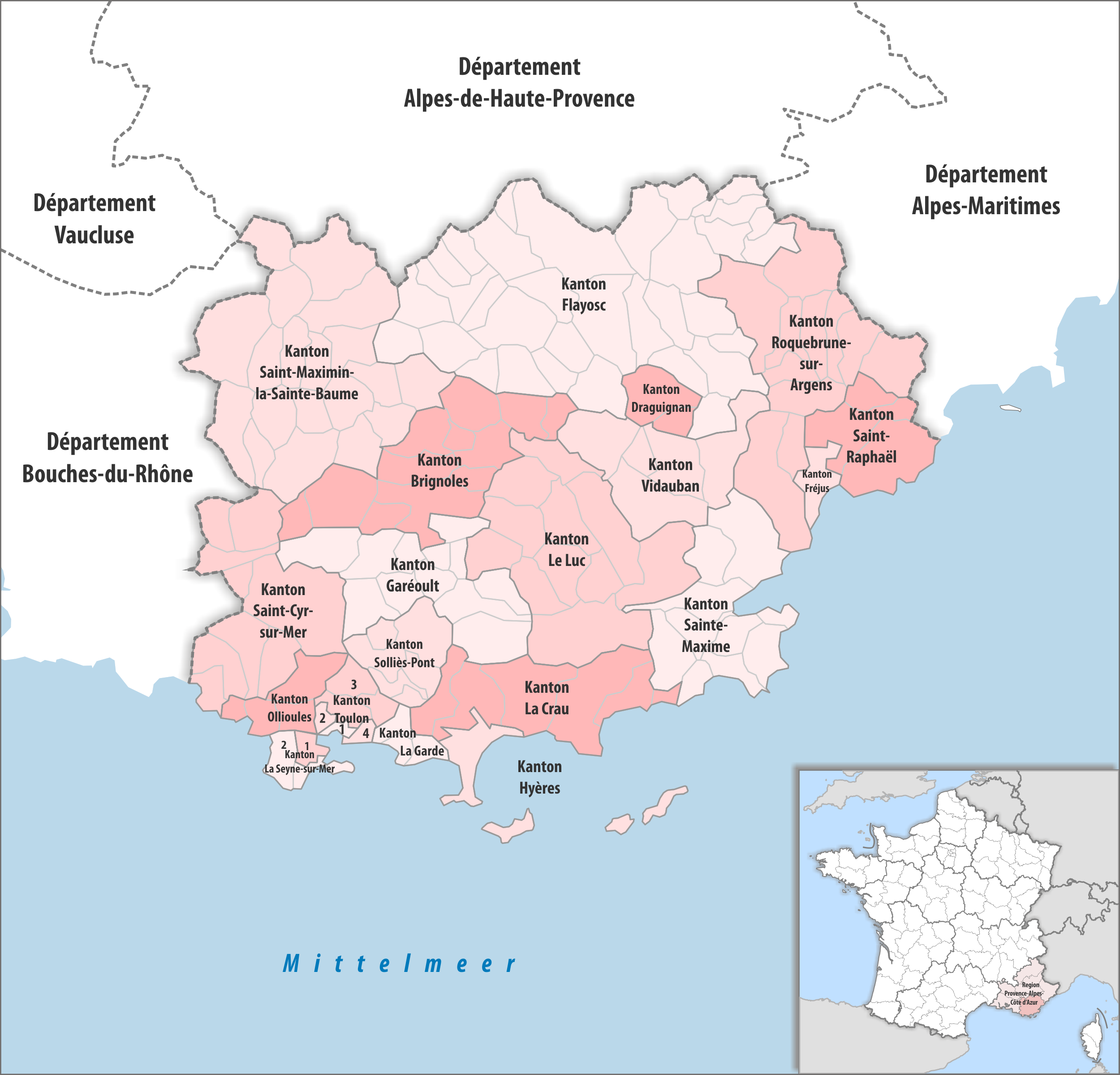
Gemeinden und Kantone im Département Var

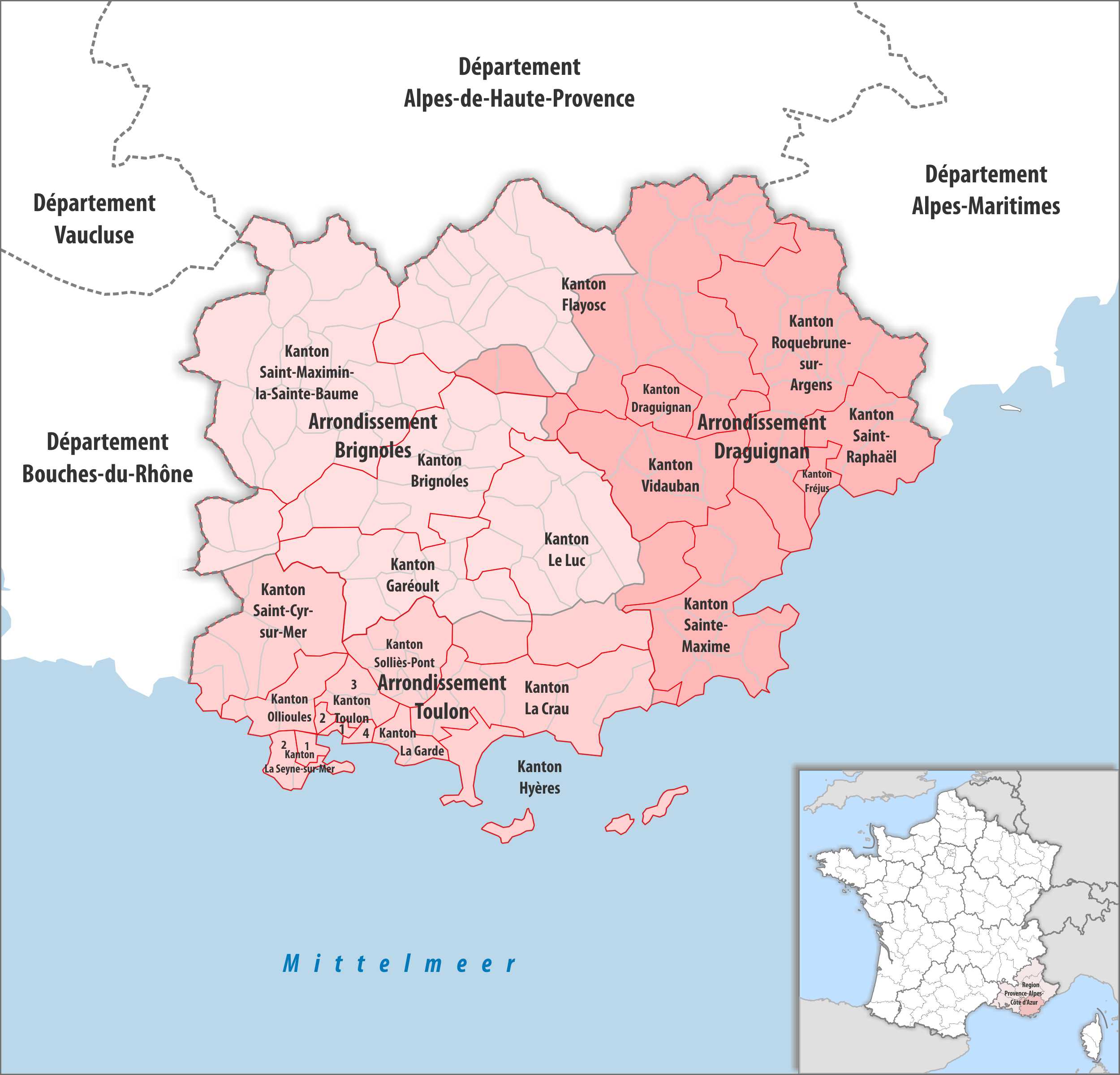
Gemeinden, Arrondissemente und Kantone im Département Var

| Kanton                        | Gemeinden | Einwohner 1. Januar 2022 | Fläche km² | Dichte Einw./km² | Code INSEE | Arrondissement(e)             |
| ----------------------------- | --------- | ------------------------ | ---------- | ---------------- | ---------- | ----------------------------- |
| Brignoles                     | 12        | 41.474                   | 412,07     | 101              | 8301       | Brignoles, Draguignan         |
| La Crau                       | 5 1⁄2     | 53.814                   | 304,78     | 177              | 8302       | Draguignan, Toulon            |
| Draguignan                    | 2         | 47.384                   | 70,74      | 670              | 8303       | Draguignan                    |
| Flayosc                       | 34        | 34.707                   | 1.201,70   | 29               | 8304       | Brignoles, Draguignan         |
| Fréjus                        | 1⁄2       | 46.074                   | 34,76      | 1.325            | 8305       | Draguignan                    |
| La Garde                      | 3         | 46.310                   | 39,99      | 1.158            | 8306       | Toulon                        |
| Garéoult                      | 12        | 41.560                   | 357,06     | 116              | 8307       | Brignoles, Toulon             |
| Hyères                        | 1⁄2       | 47.432                   | 78,56      | 604              | 8308       | Toulon                        |
| Le Luc                        | 11        | 40.797                   | 575,16     | 71               | 8309       | Brignoles, Draguignan, Toulon |
| Ollioules                     | 4         | 42.927                   | 89,66      | 479              | 8310       | Toulon                        |
| Roquebrune-sur-Argens         | 11        | 53.248                   | 534,86     | 100              | 8311       | Draguignan                    |
| Saint-Cyr-sur-Mer             | 9         | 49.989                   | 385,79     | 130              | 8312       | Brignoles, Toulon             |
| Saint-Maximin-la-Sainte-Baume | 19        | 53.044                   | 814,47     | 65               | 8313       | Brignoles                     |
| Saint-Raphaël                 | 2 1⁄2     | 51.837                   | 179,36     | 289              | 8314       | Draguignan                    |
| Sainte-Maxime                 | 10        | 55.473                   | 346,71     | 160              | 8315       | Draguignan                    |
| La Seyne-sur-Mer-1            | 1⁄2       | 53.062                   | 15,41      | 3.443            | 8316       | Toulon                        |
| La Seyne-sur-Mer-2            | 2 1⁄2     | 52.750                   | 38,46      | 1.372            | 8317       | Toulon                        |
| Solliès-Pont                  | 6         | 45.802                   | 134,14     | 341              | 8318       | Toulon                        |
| Toulon-1                      | 1⁄4       | 52.697                   | 6,02       | 8.754            | 8319       | Toulon                        |
| Toulon-2                      | 1⁄4       | 45.864                   | 7,62       | 6.019            | 8320       | Toulon                        |
| Toulon-3                      | 2 1⁄4     | 54.601                   | 60,29      | 906              | 8321       | Toulon                        |
| Toulon-4                      | 1⁄4       | 55.378                   | 8,48       | 6.530            | 8322       | Toulon                        |
| Vidauban                      | 5         | 42.140                   | 276,45     | 152              | 8323       | Draguignan                    |
| Département Var               | 153       | 1.108.364                | 5.972,54   | 186              | 83         | –                             |

## Liste ehemaliger Kantone
Vor dem Neuzuschnitt der französischen Kantone im März 2015 war das Département Var wie folgt in 43 Kantone unterteilt:
| Arrondissement | Kantone |
| -------------- | --- |
| Brignoles      | Kanton Aups, Kanton Barjols, Kanton Besse-sur-Issole, Kanton Brignoles, Kanton Cotignac, Kanton Rians, Kanton La Roquebrussanne, Kanton Saint-Maximin-la-Sainte-Baume, Kanton Tavernes |
| Draguignan     | Kanton Callas, Kanton Comps-sur-Artuby, Kanton Draguignan, Kanton Fayence, Kanton Fréjus, Kanton Grimaud, Kanton Lorgues, Kanton Le Luc, Kanton Le Muy, Kanton Saint-Raphaël, Kanton Saint-Tropez, Kanton Salernes |
| Toulon         | Kanton Le Beausset, Kanton Collobrières, Kanton La Crau, Kanton Cuers, Kanton La Garde, Kanton Hyères-Est, Kanton Hyères-Ouest, Kanton Ollioules, Kanton Saint-Mandrier-sur-Mer, Kanton La Seyne-sur-Mer, Kanton Six-Fours-les-Plages, Kanton Solliès-Pont, Toulon-1, Toulon-2, Toulon-3, Toulon-4, Toulon-5, Toulon-6, Toulon-7, Toulon-8, Toulon-9, Kanton La Valette-du-Var |